# Håcksviks kyrka
Håcksviks kyrka är en kyrkobyggnad i Håcksvik i Svenljunga kommun. Den tillhör sedan 2006 Kindaholms församling (tidigare Håcksviks församling) i Göteborgs stift.

## Kyrkobyggnaden
Nuvarande kyrka föregicks av en snarlik träkyrka uppförd under medeltiden. Man vet inte om något byggnadsmaterial från denna ingår i dagens kyrka, som uppfördes 1826 av timmer med utvändig brädfodring. Tornet är äldre än den övriga kyrkan och fick sin befintliga överbyggnad med huv och sluten lanternin 1791. Spiran blev därefter betydligt kortare är ursprungligen. Någon invändig väggbeklädnad fanns ursprungligen inte, utan timmerstockarna var vitmålade. Torntaket har kvar sin ursprungliga spåntäckning. Den utvändiga takgesimsen är rödmålad. 
Kyrkan renoverades 1926 under ledning av arkitekten Axel Forssén. Kyrkan ommålades då invändigt av målaremästaren Edvin Johansson i Anderstorp. Ytterligare en renovering företogs 1941, då man fann två ekkistor under golvet.  

## Inventarier

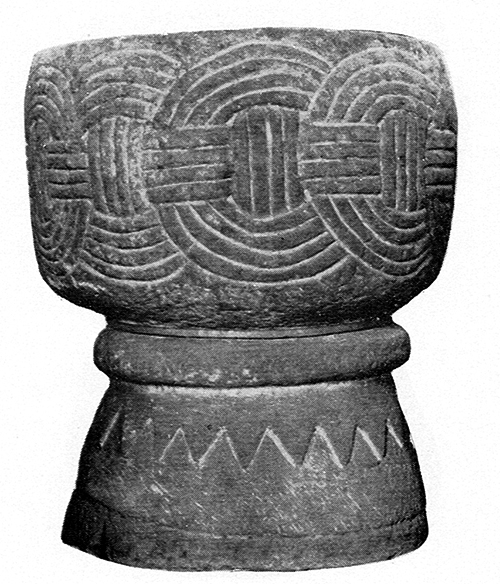
Håcksviks kyrka. Dopfunt

- Dopfunt av sandsten tillverkad under senare delen av 1100-talet eller början av 1200-talet i två delar. Höjd: 85 cm. Den tillhör en grupp funtar i södra Västergötland med förenklade ringkedjor. Cuppan är cylindrisk med rundad undersida. På livet en ringkedjefris. Fotren är en stympad kon som avslutas upptill med en kraftig vulst. Därifrån en nedåtriktad spetsflikkrage. Strax ovan nederkanten en försänkt cirkel. Centralt genomgående uttömningshål. Omfattande skador.[2]
- Altaruppsatsen och predikstolen är båda tidiga verk av Johannes Andersson i Mjöbäck från 1831.

### Klockor
- Storklockan är från tidig medeltid och saknar inskrifter.[3]
- Lillklockan har på ena sidan inskriften: År 1885 gjuten till Håcksviks kyrka av C.A. Norling, Jönköping och på andra sidan: Bevara din fot när du går till Guds hus och kom till att höra. Pred. B 4 Cap 17 V.[4]

### Orgel
Orgeln byggdes ursprungligen 1876 av Salomon Molander. Den byggdes om 1936 och renoverades och omdisponerades av Tostareds Kyrkorgelfabrik 1963. Fasaden från 1876 års orgel är bibehållen och instrumentet har idag tio stämmor fördelade på två manualer och pedal.

## Bildgalleri

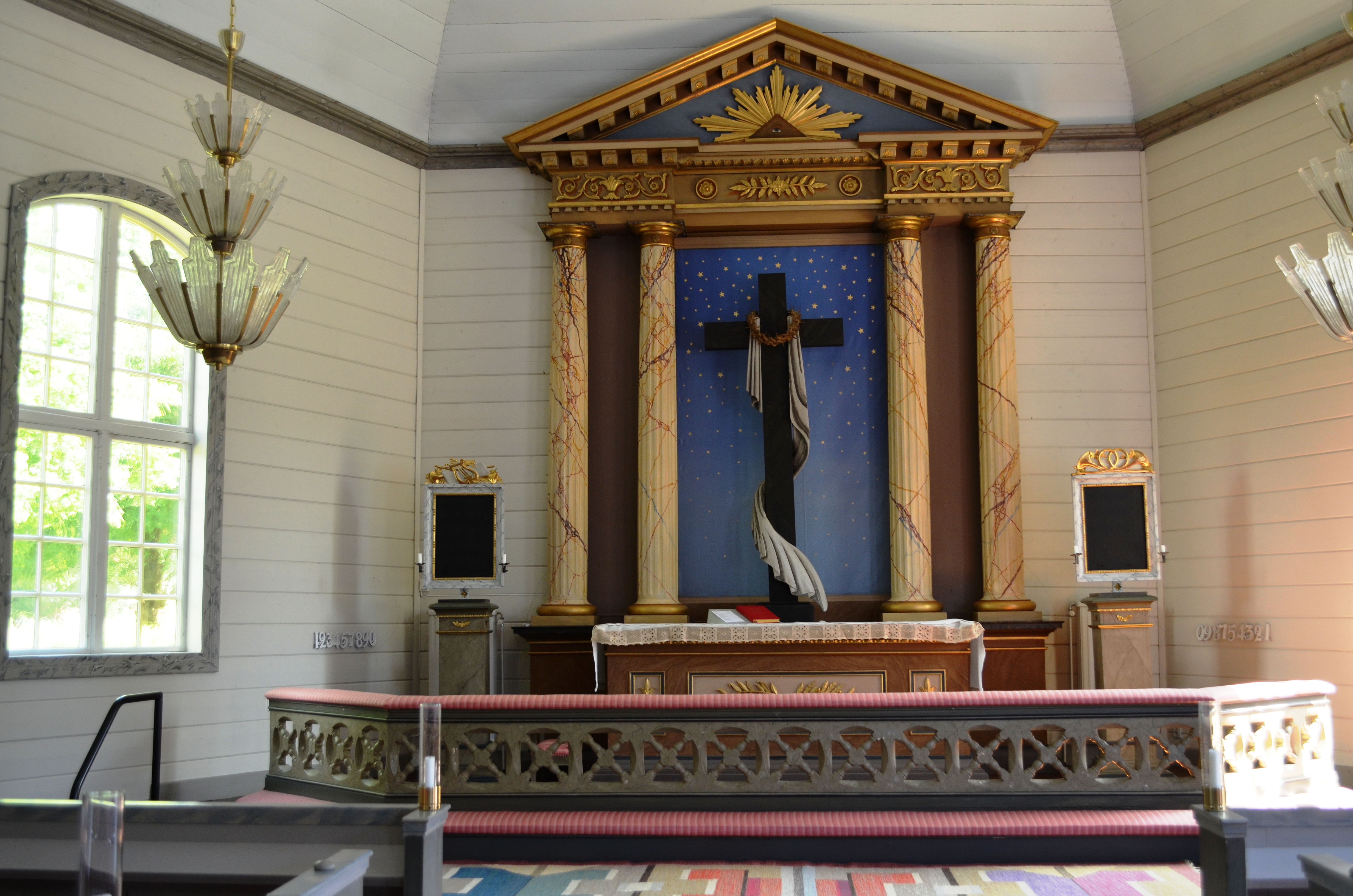
Håcksvik kyrkas altare
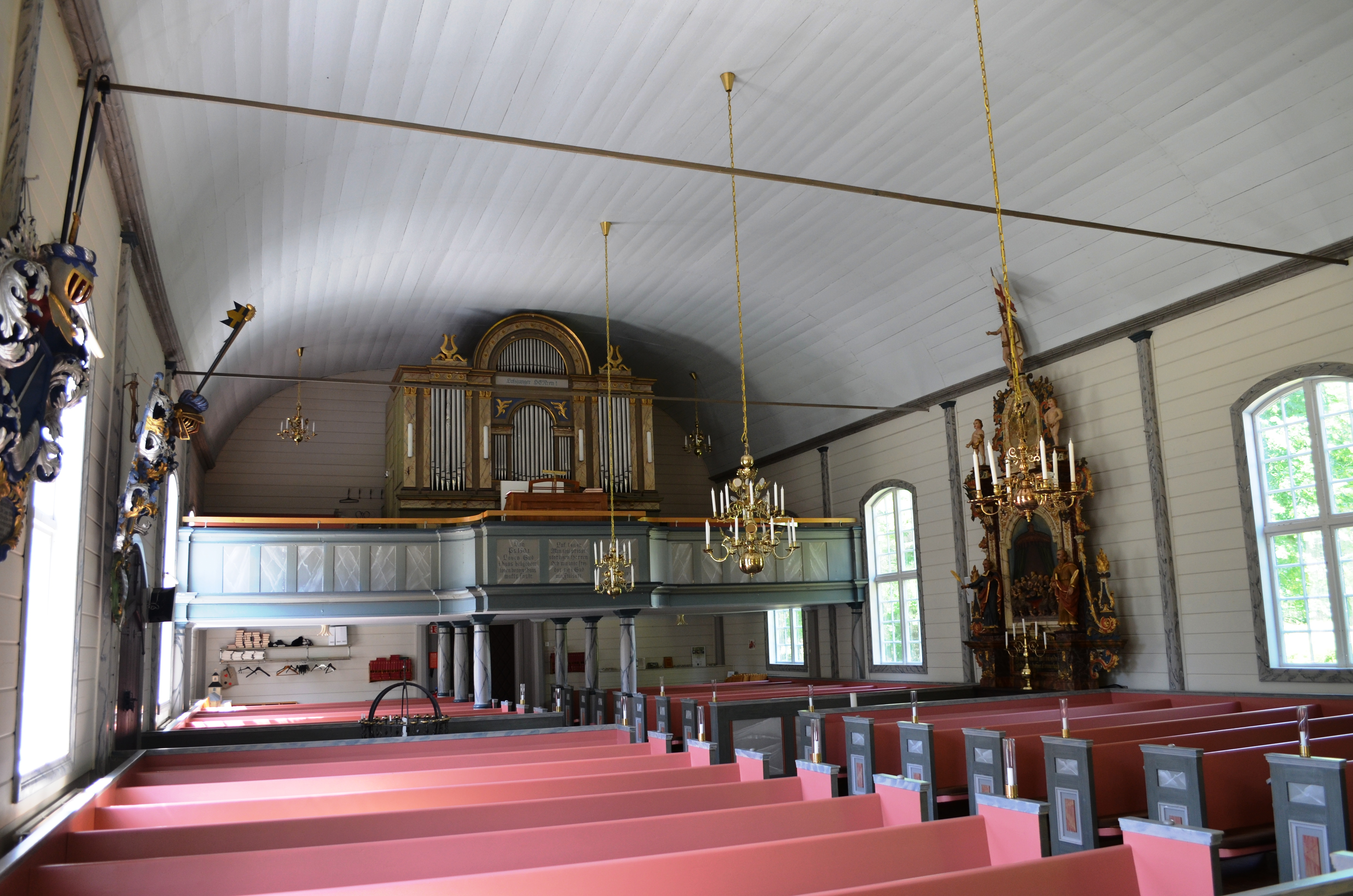
Håcksvik kyrkas kyrkorgel
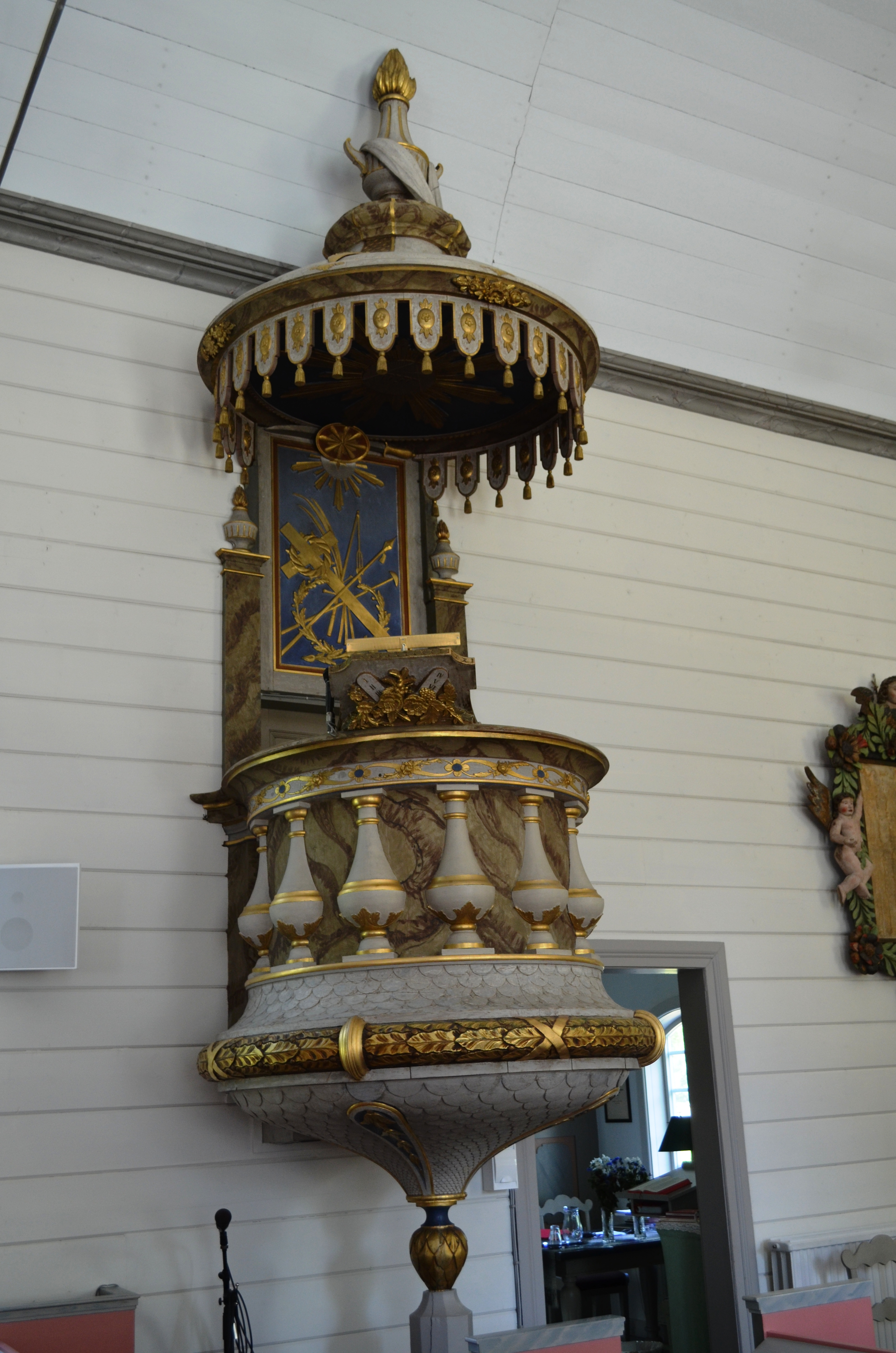
Håcksvik kyrkas predikstol
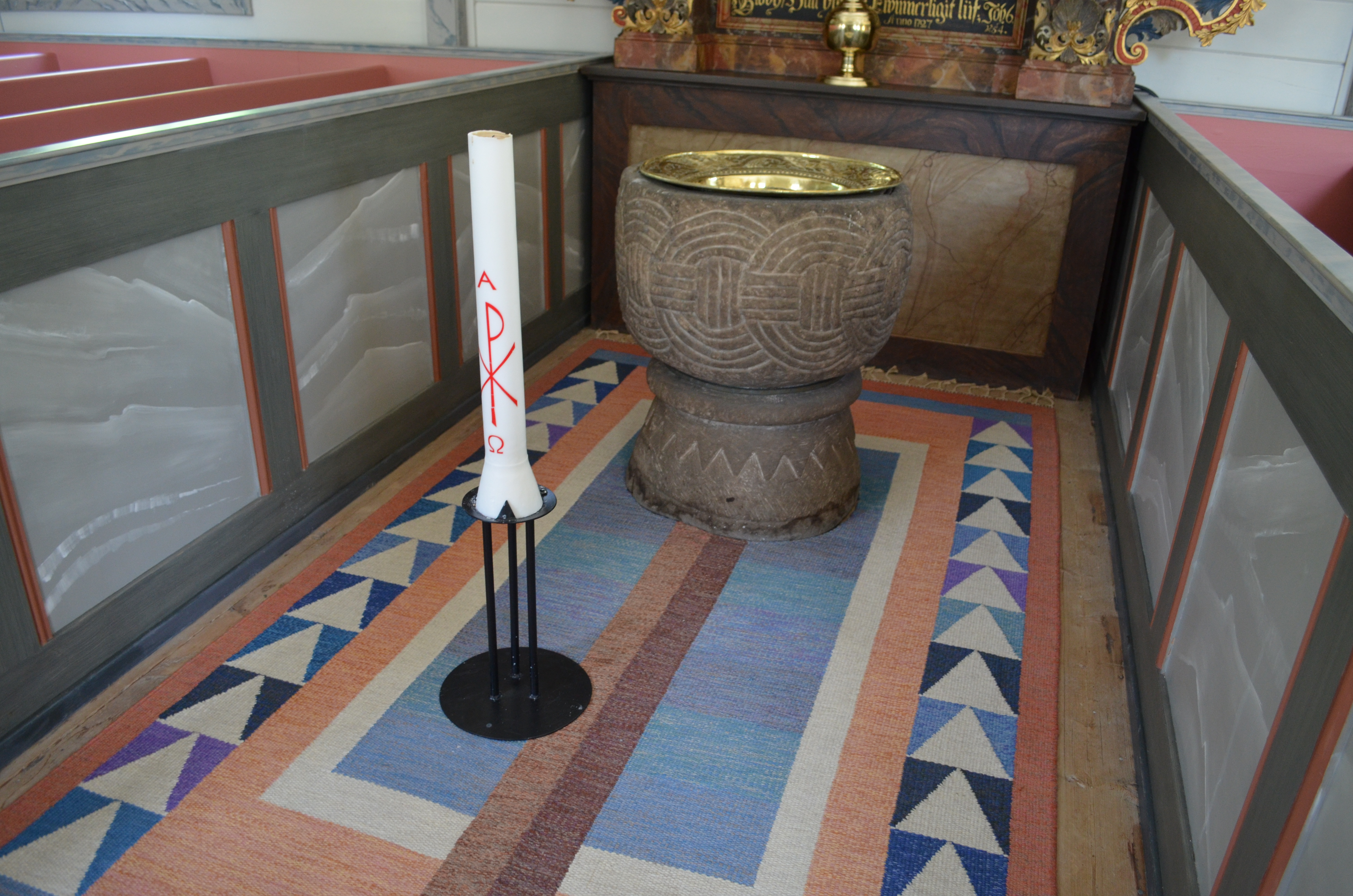
Håcksvik kyrkas dopfunt